# Unimak-sziget
Az Unimak-sziget (angolul Unimak Island) az Aleut-szigetlánc legnagyobb szigete Alaszkában, az Alaszkai-félszigettől délnyugatra, annak folytatásaként, a Bering-tenger keleti partján. Területe 4070 km², ezzel az (Amerikai Egyesült Államok kilencedik legnagyobb szigete. A 2000-ben végzett népszámlálási adatok szerint a szigeten 64 ember él a sziget északkeleti részén található False Pass nevű városkában.

## Földrajz
A sziget délkeleti végén található a Lutke-hegyfok. A sziget közepén fekszik a Fisher-kaldera, mely egy 9100 évvel ezelőtti kitörés vulkanikus kitörés krátermaradványa. A kalderában három kisebb krátertó található. A kalderát egy amerikai geológusról nevezték el, aki az Umnak-hágón vesztette életét. 
A szigeten emelkedik a Shishaldin-vulkán (Mount Shishaldin), mely a Föld tíz legaktívabb vulkánja közé tartozik. Ez a hegy a sziget legmagasabb pontja (2857 m). További sztratovulkánok a szigeten a Pogromni-vulkán (1991 m) és a Westdahl-vulkán (1654 m).
A szigeten korábban volt egy világítótorony (Scotch Cap Lighthouse), melyet az 1946-os nagy földrengést követő cunami rombolt le, és ölte meg annak személyzetét.

## Állatvilág
A szigeten több emlősfaj él, köztük a rénszarvas és a barna medve. A szigettől nyugatra, a szigetlánc többi szigetén a legnagyobb testű emlős a vörös róka.
A sziget területe az Alaszkai Tengeri Nemzeti Vadvédelmi Területhez (Alaska Maritime National Wildlife Refuge) tartozik.

## Közlekedés
A szigetet hajóval vagy hidroplán légitaxival lehet elérni. False Pass mellett van egy kis repülőtér, egy másik, a Cape Sarichef repülőtér pedig a sziget délnyugati részén.

## Képek

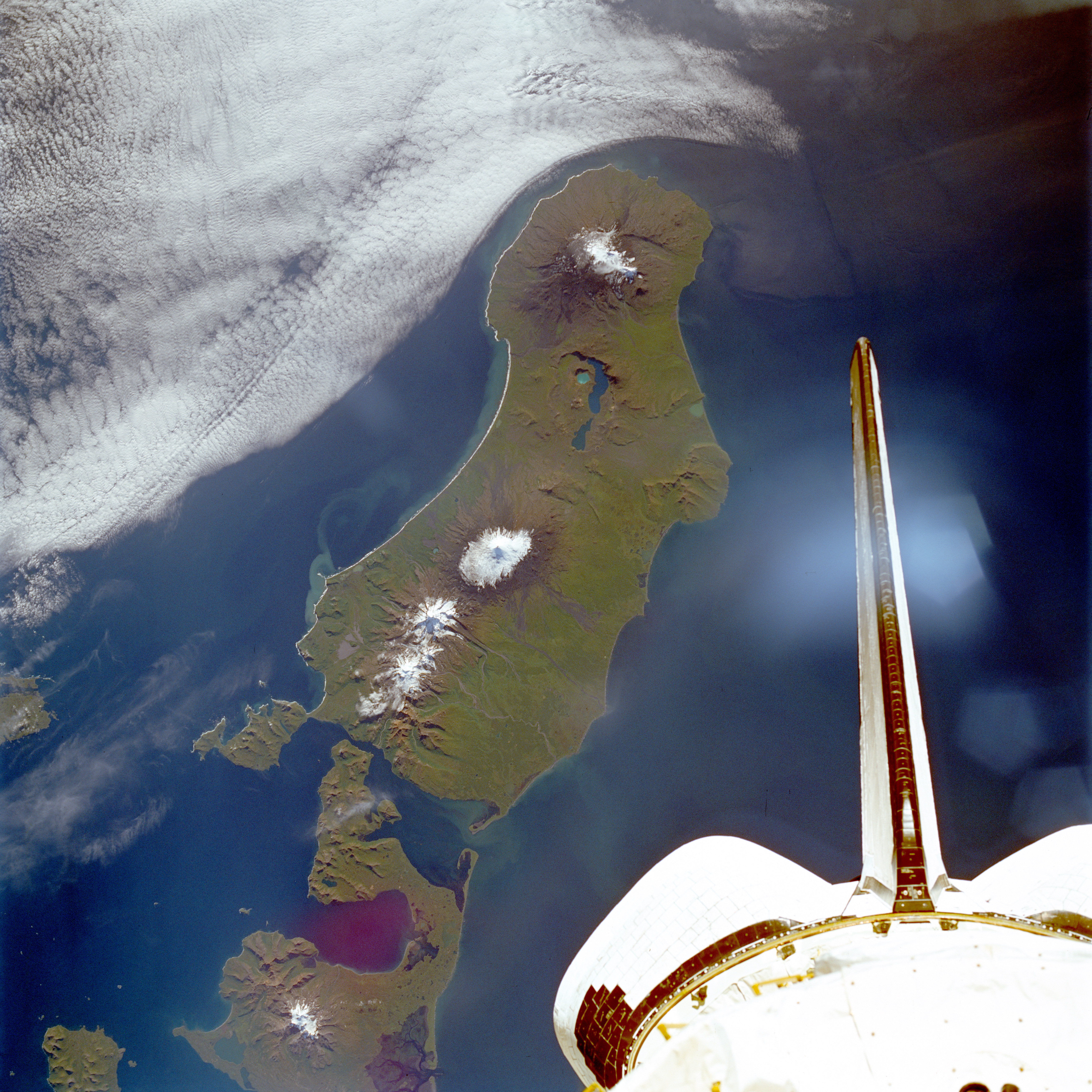
Az Unimak-sziget műholdas képe
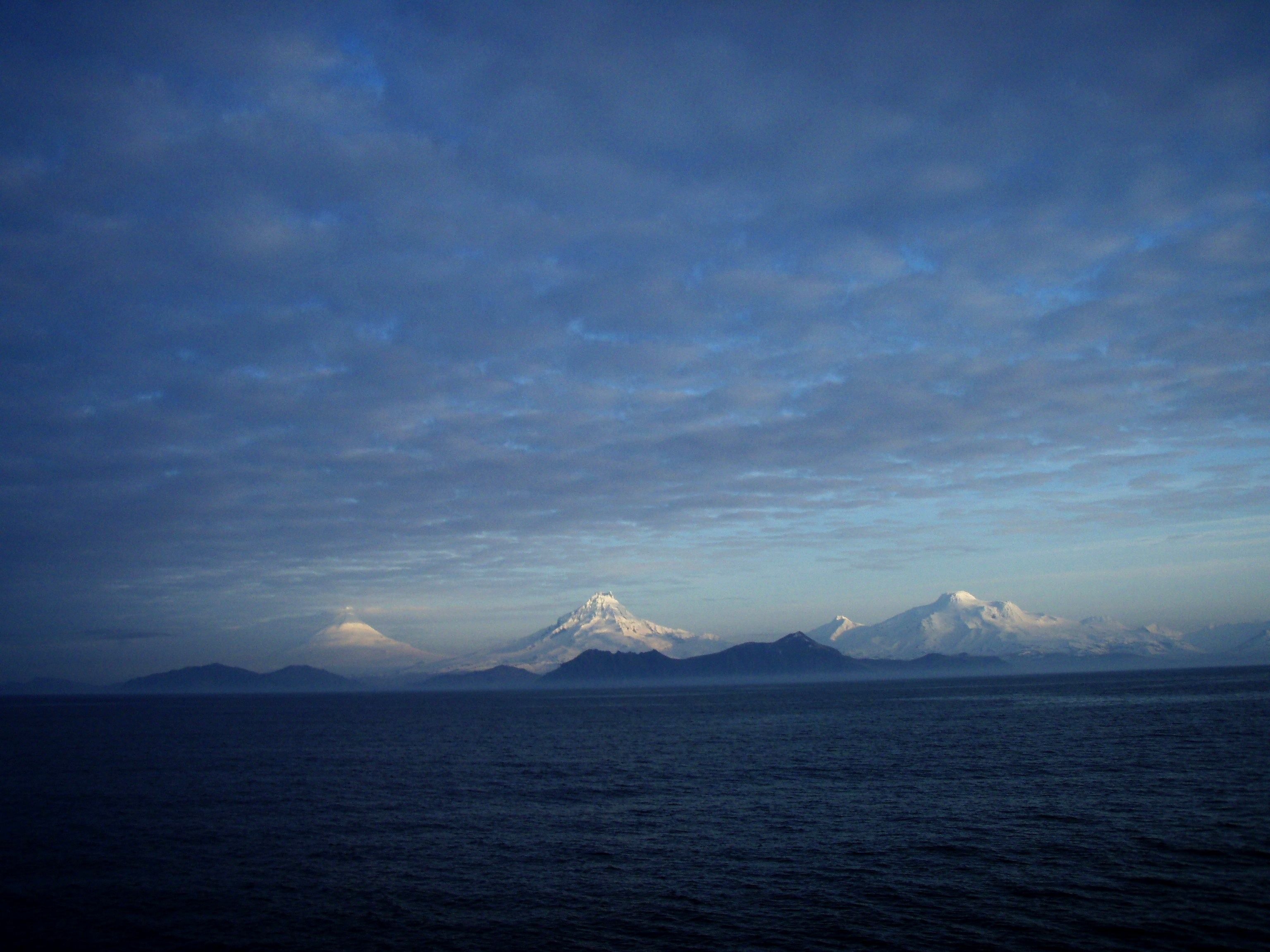
A sziget vulkánjai a tenger felől
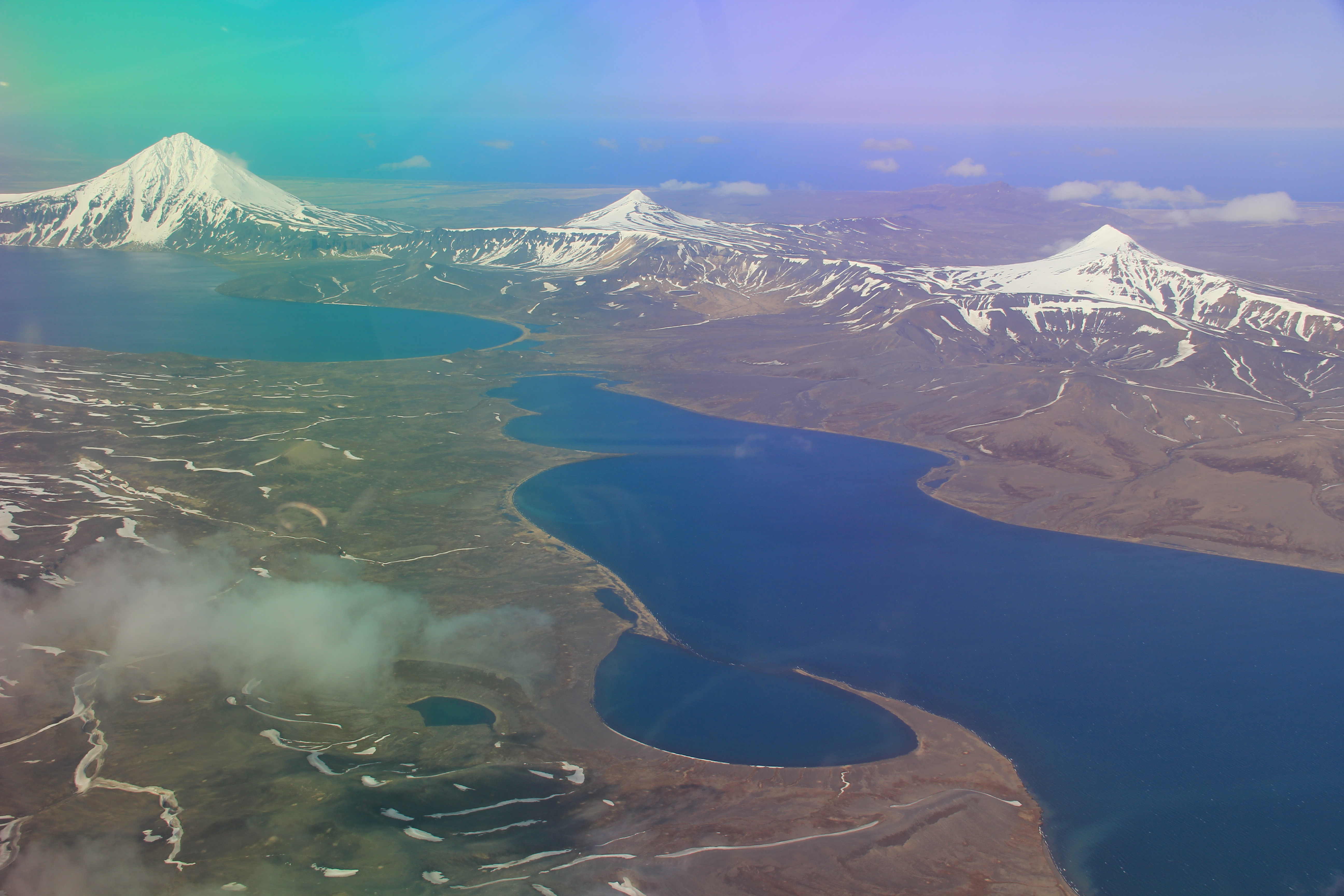
A Fisher-kaldera. A kép bal felső sarkában az Eickelberg-csúcs (1112 m) látható
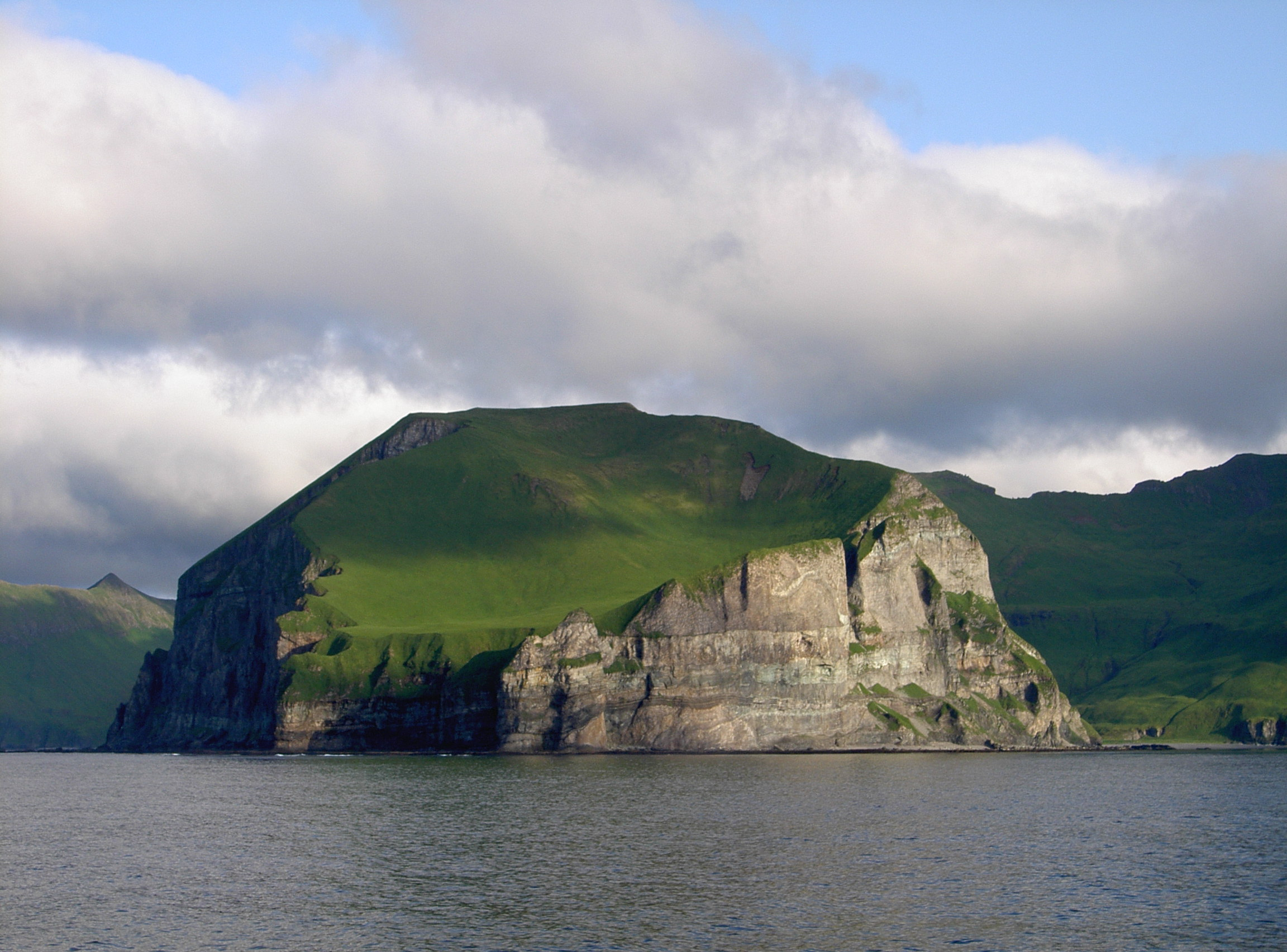
Lutke-fok
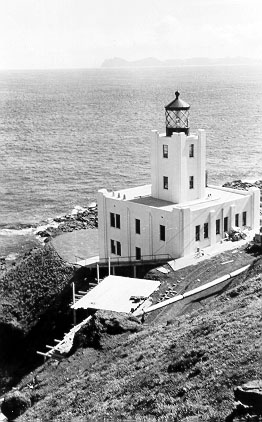
Az egykori Scotch Cap világítótorony

## Külső hivatkozások
- Aleutian Islands – Thefreedictionary.com